# Пентархия (христианство)

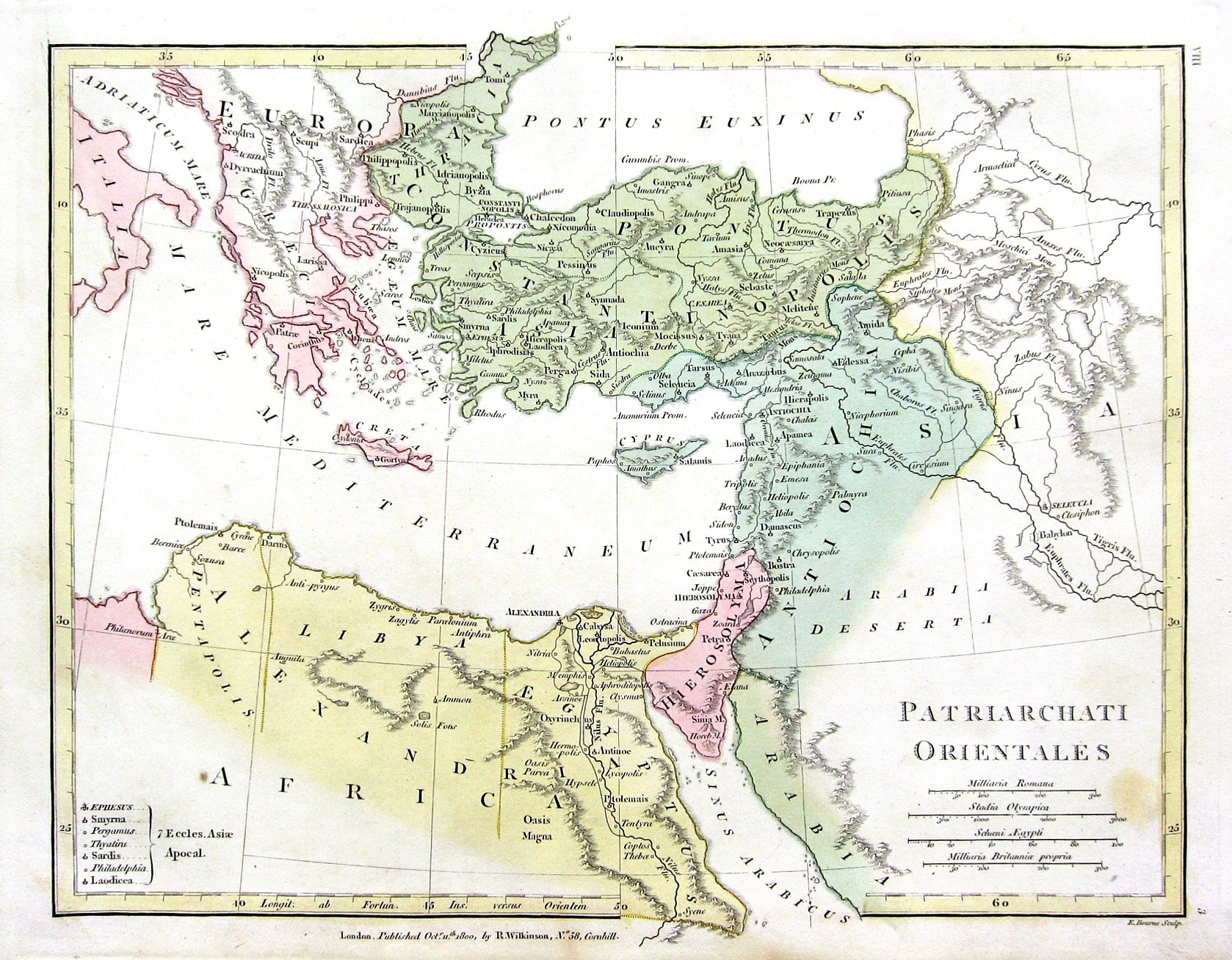
Карта Пентархии Юстиниана, с большей частью балканских владений Византии под Римским епископатом. Территория Константинопольского патриархата была расширена на все Балканы при императоре Льве III

Пента́рхия (греч. Πενταρχία — «Пятивластие») — концепция, разработанная богословами Византийской империи, согласно которой решение важнейших вопросов в Церкви находится в ведении глав (Патриархов) пяти основных епископских престолов Римской империи: Римского, Константинопольского, Александрийского, Антиохийского и Иерусалимского.
Идея возникла из-за политической и церковной известности этих пяти кафедр, но концепция их универсальной и исключительной власти прочно привязана к административной структуре Римской империи. Пентархия впервые ощутимо выражена в законах императора Юстиниана I (527—565), в частности, в Новеллах 109 и 131, хотя термина «Пентархия» там нет. Трулльский собор 692 года дал ей официальное признание и расположил кафедры в порядке превосходства. Особенно после Трулльского собора, идея пентархии была воспринята, по крайней мере, философски, в восточном христианстве, но не на Западе, где не приняли решения Трулльского собора и концепцию Пентархии в том числе.. В конце концов, Запад примет доктрину папского превосходства в качестве альтернативной концепции, но эта идея не будет полностью оформлена до одиннадцатого века.
Большее значение этих кафедр по отношению к другим было связано с их политической и церковной известностью; все они были расположены в крупных городах и регионах Римской империи и были важными центрами христианской церкви. Рим, Александрия и Антиохия были заметны с момента раннего христианства, в то время как Константинополь вышел на первый план, став императорской резиденцией в IV веке и заняв второе место сразу после Рима. Иерусалим получил церемониальное место из-за важности города в первые дни христианства. Юстиниан I и Трулльский собор исключили из своего пентархического устройства церкви за пределами империи, такие как очень сильную тогда Церковь Востока в сасанидской Персии, Государстве белых гуннов и других странах Востока. В самой империи в пентархию вошли только те церкви, которые признали Халкидонский собор.
Внутренняя борьба среди кафедр, и, в частности, соперничество между Римом (который считал себя исключительным во всей Церкви) и Константинополем (который пришёл к господству над другими Восточными кафедрами и который видел себя равным Риму, рассматривая Рим как «первый среди равных») помешали пентархии стать функционирующей административной реальностью. Предстоятели всех пяти кафедр, включённых в пентархию, никогда все вместе не собирались.
Исламские завоевания Александрии, Иерусалима и Антиохии в VII веке оставили Константинополь практически единственным авторитетом на Востоке, а потом понятие «пентархии» сохранило символическое значение. Напряжённость в отношениях между Востоком и Западом, который завершился расколом христианской церкви, и рост мощных, в значительной степени независимых митрополий и патриархов в Болгарии, Сербии и России подорвали важность старых имперских кафедр.

## История

### Раннее христианство
В Апостольские времена (в основном 1-й век) Христианская Церковь состояла из неограниченного количества местных церквей, которые в первые годы рассматривали первую церковь в Иерусалиме в качестве своего основного центра и точки отсчёта. Но к IV веку сложилась система, в которой епископ столицы каждой гражданской провинции (митрополит) обычно имел определённые права над епископами других городов провинции.
Из трех кафедр, которые Первый Никейский собор признал, имеющий такую экстрапровинциальную власть, Рим являлся наиболее очевидным. Церковь в Риме вмешалась в дела других общин, чтобы помочь разрешить конфликты. Климент I поступил так по отношению к Коринфу в конце I века. В начале 2-го века, Игнатий, епископ Антиохийский, говорит о Церкви Рима как «председательствующей в области римлян» (ἥτις προκάθηται ἐν τόπῳ χωρίου Ῥωμαίων). В конце того же века римский папа Виктор I пригрозил отлучить восточных епископов, которые продолжали праздновать Пасху 14 нисана, а не на следующее воскресенье.
Первые упоминания об осуществлении властных полномочий Антиохии за пределами своей собственной провинции Сирии датируются с конца II века, когда Серапион Антиохийский вторгся в Росус, город в Киликии, а также поставил третьего епископа Эдессы, за пределами Римской империи. Епископы, участвующие в Соборах проводимых в Антиохии в середине III века прибывали не только из Сирии, но также из Палестины, Аравии и Восточной Малой Азии. Дионисий Александрийский говорил об этих епископах как формирующих «епископат Востока», отметив Димитриана, епископа Антиохийского, в первую очередь.
В Египте и соседних африканских территориях епископ Александрийский поначалу был только митрополит. Когда другие митрополии были созданы там, епископ Александрийский стал известен как архи-митрополит. В середине III века, Иракл Александрийский использовал свою власть как архимитрополита, свергнув и сменив епископа Тмуитского.

### Никейский собор
Первый Никейский собор 325 года, шестой канон которого впервые вводит звание «митрополита», санкционировал существующее группирование кафедр по провинциям Римской империи, но также признал, что три кафедры, Александрийскую, Антиохийскую и Римскую, как уже имеющие власть над более крупными областями. Говоря о Антиохии, он также говорил в общем о «иных областях».
Хотя Собор не указывается степень власти Рима или Антиохии, он явно указывают на область, даже за пределами своей провинции Египта, над которыми Александрия имеет власть, со ссылкой на «древние обычаи, принятые в Египте, и в Ливии, и в Пентаполе, дабы Александрийский епископ имел власть над всеми сими».
Сразу же после упоминания особых традиции более широкой власти Рима, Александрии и Антиохии, тот же канон говорит о организации, подчинённой митрополитам, что также было предметом двух предыдущих канонов. В этой системе, епископ столицы каждой римской провинции (митрополит) обладал определёнными правами в отношении епископов других городов провинции.
В интерпретации Джона Эриксона, Собор увидел особые возможности Рима и Александрии, чьи епископы были в действительности митрополитами над несколькими провинциями, в качестве исключений из общего правила организации провинций, каждая с собственным митрополитом.
Признание этим Собором особых полномочий Рима, Александрии и Антиохии послужили основой теории трёх петровых кафедр: Рим и Антиохия, как утверждается, были основаны святым Петром, а Александрия — его учеником Марком. Позже это было оставлено в силе, особенно в Риме и Александрии, в противовес теории пяти кафедр, составивших Пентархию.
В своём седьмом каноне Собор предписывает особое «последование чести» (но не власти), «с сохранением достоинства, присвоенного Митрополии» епископу Иерусалима, который тогда назывался Елия, находившегося в провинции Сирия Палестинская, столицей которого была Кейсария.

### Последующие соборы
Созванный императором Феодосием I Первый Константинопольский собор 381 года постановил (3-е правило): «Константинопольский епископ да имеет преимущество чести по Римском епископе, потому что город оный есть новый Рим.» Это «преимущество чести» тогда не влекло за собой юрисдикцию за пределами своей «епархии» и даже независимости от архи-митрополита Антиохии и только подчинило епископа Константинополя напрямую архимитрополиту Антиохии, избавив его от зависимости от Ираклеи. Собор разделил территорию Римской империи от Салоник, западнее которых находился диоцез римского папы, на пять «диоцезов»: Египет (под Александрией), Восток (под Антиохией), Азия (под Эфесом), Понт (под Кесарией Каппадокийской), и Фракия (первоначально под Ираклеей, позже под Константинополем). Собор также постановил: «Областные епископы да не простирают своей власти на церкви, за пределами своея области, и да не смешивают церквей; но, по правилам, Александрийский епископ да управляет только Египетскими церквами; епископы восточные да начальствуют только на востоке, с сохранением преимуществ Антиохийской церкви, правилами Никейскими признанных; также епископы области Асийской да начальствуют только в Асии; епископы Понтийские да имеют в своем ведении только дела Понтийской области; Фракийские — только Фракии». Иерусалим не был поставлен во главе какого-либо из пяти диоцезов.
Таким образом, перенос столицы империи из Рима в Константинополь в 330 году позволил последнему через полвека освободиться от своей церковной зависимости от митрополии Ираклийской, чтобы получить признание как следующей после Рима по значимости кафедры от 1-го Константинопольского Собора. Возражения Александрии по поводу возвышения Константинополя, приведшие к постоянной борьбе между ними в первой половине V века, не были поддержаны (до Собора 869—870 годов) Римом, где папство продвигало теорию, что первенствующими кафедрами должны быть три, связанные с апостолом Петром, с Римом на первом месте. Тем не менее, после Халкидонского собора 451 года, положение в Пентархии Александрийского Патриархата была ослаблено разделением, в котором подавляющее большинство его христианского населения последовали то исповедование христианства, которое его противники назвали монофизитством. Западные епископы (западнее Салоник), как и египетские, не принимали участие в Первом Константинопольском Соборе, и только в середине VI века римская Церковь признала его Вселенским.
Эфесский собор 431 года защищал независимость Церкви Кипра против вмешательства Антиохийской кафедры, но тогда же Иерусалиму удалось получить фактически власть архи-митрополита над тремя провинциями Палестины.
Халкидонский собор 451 года, который ознаменовал собой серьёзное поражение Александрии, 28-м правилом расширил права Константинопольской кафедры подчинив ей «митрополитов областей Понтийской, Ассийской и Фракийской, а также епископы иноплеменников вышеназванных областей». Собор обосновал это решение тем, что «престолу ветхого Рима Отцы прилично дали преимущества: поелику то был царствующий град. Следуя тому же побуждению и сто пятьдесят Боголюбезнейшие Епископы, предоставили равные преимущества Святейшему престолу нового Рима, праведно рассудив да град, получивший честь быти градом Царя и Синклита, и имеющий равные преимущества с ветхим царственным Римом, и в церковных делах возвеличен будет подобно тому, и будет второй по нем». Папа Лев I, чьи легаты демонстративно удалились, когда принималось это решение, протестовал против него, хотя признал собор вселенским и подтвердил его доктринальные постановления, но отверг правило 28-е на том основании, что оно противоречило 6-у канону Никейского собора и нарушило права Александрии и Антиохии. Тем не менее, к тому времени Константинополь, как постоянное место жительства императора, имел преобладающее влияние, и если бы не было оппозиции Рима, его епископ мог легко получить первое место среди всех епископов.
Правило 9-е Собора постановляло: «Аще же клирик со своим, или со иным Епископом имеет судное дело: да судится в областном Соборе. Аще же на Митрополита области Епископ, или клирик имеет неудовольствие: да обращается, или к Экзарху великия области, или к престолу царствующего Константинополя, и пред ним да судится» Это было интерпретировано как присвоение Константинопольским престолом большее привилегий, чем любой собор когда-либо дал Рим (Johnson) или как гораздо меньшее значение, чем то (Hefele).
Таким образом, чуть более чем за сто лет система церковных диоцезов, предусмотренная Первым Никейским собором была, по словам Джона Эриксона, преобразована в систему из пяти крупных областей во главе с епископами: Рима, Константинополя, Александрии, Антиохии, и Иерусалима. Он не использует для этих подразделений термин «Патриархат», поскольку введённый собором термин «патриарх», приравнивающий предстоятелей церквей к патриархам Аврааму, Ною и т. д., как единый термин для глав подразделений (кроме церквей африканской и Кипра) вошёл во всеобщее употребление только во время императора Юстиниана I в следующем столетии, и поскольку мала вероятность, что эти области считались независимыми юрисдикциями, как патриархаты в православной экклесиологии. Из-за решения Эфесского собора Кипр сохранял независимость от Антиохии, и эта систематизация не применялась за пределами империи, где существовали отдельные «католикосаты», расположенные в Месопотамии и Армении.

### Формулировка теории Пентархии
Основные принципы теории пентархии, часто подчеркивающие важность всех пяти упомянутых патриархатов, особенно при формулировке догмата, в соответствии с мнением византиниста Милтона Анастоса, берут начало в VI веке при Юстиниане I, который приравнял Иерусалим к четырём прежним древним патриархатам. Теория пентархии, согласно Анастосу, «достигла своего наивысшего развития в период с одиннадцатого века до середины пятнадцатого». Юстиниан I часто подчёркивал важность всех пяти упомянутых патриархатов, особенно в формулировке догматов.
Юстиниан был первым, кто в светской лексике использовал (в 531 году) название «патриарх» для обозначения исключительно епископов Рима, Константинополя, Александрии, Антиохии и Иерусалима, устанавливая епископов этих пяти кафедр на уровне выше, чем у митрополитов.
План Юстиниана для renovatio imperii (восстановление империи) включал в числе прочего церковные вопросы, переписывание римского права в «Corpus Juris Civilis» и лишь частично успешную реконкисту Запада и реальное закрепление территорий бывшей Западной Римской империи, включая размещение им в Риме усиленного гарнизона после разгрома королевства остготов, считавшего себя его вассалом, но до вторжения войск Юстининана фактически независимого.
Когда в 680 году Константин IV созвал Третий Константинопольский собор, он вызвал митрополитов и других епископов юрисдикции Константинопольского патриархата; но ввиду того, что присутствовали представители всех пяти епископов, которым Юстиниан дал звание патриархов, Собор был объявлен вселенским. Это было истолковано как означающее, что Собор является Вселенским, если в нём участвуют представители всех пяти патриархов.
Первым Собором, классифицированным (на Востоке, но не на Западе, который не участвовал в нём) как вселенский, который упоминает вместе все пять престолов пентархии в порядке, указанном Юстинианом I, является Трулльский собор 692 года, созванный Юстинианом II: «Возобновляя законоположенное ста пятьюдесятью Святыми отцами, собравшимися в сем Богохранимом и царствующем граде (2 Вс. Собора прав, 3), и шестьсот тридцатью собравшимися в Халкидоне (4 Вс. Собора прав. 28), определяем, да имеет престол Константинопольский равные преимущества с престолом древнего Рима, и как сей, да возвеличивается в делах церковных, будучи вторым по нем; после же оного да числится престол великого града Александрии, потом престол Антиохийский, а за сим престол града Иерусалима».
В VII и VIII века происходило возрастающее приписывание значимости пентархии в качестве пяти столпов Церкви, отстаивающими свою непогрешимость. Считалось невозможным, что все пять должны в одно и то же время быть неправыми. Они сравнивались с пятью чувствами человеческого тела, все равны и полностью независимы друг от друга, и никто не возвышается над другими.
Византийский вид пентархии имел сильно антиримскую ориентацию, выдвигаемую против римской претензии на последнее слово по всем вопросам в Церкви и права судить даже патриархов. Это не было новое требование: ещё приблизительно в 446 году папа Лев I прямо утверждал власть над всей Церковью: «Забота о вселенской Церкви должно сходятся к одному месту Петра, и ничего нигде не должно быть отделено от её руководителя». На Синоде, состоявшемся в Риме в 864 году папа Николай I объявил, что никакой Вселенский Собор не мог быть созван без санкции Рима; и, до папы Адриана II (867—872), ни один папа не признавал законности всех четырёх восточных патриархов, а признавал только Александрийского и Антиохийского.
Главный советник двух последних названных пап, Анастасий Библиотекарь, принял византийское сравнение пентархии с пятью чувствами человеческого тела, но добавил оговорку, что патриархат Рима, который он сравнил со зрением, должен управлять остальными четырьмя.
В то время как теория пентархии досталась в наследство церквам греческой традиции от византийской церкви, она ставится под сомнение миафизитскими Древневосточными православными церквами, которые её рассматривали как «весьма искусственную теорию, которая не была реализована до великих дебатов V века о христологии, устранивших Коптскую Александрийскую церковь от общения и смертельно разделивших ослабленную церковь Антиохии. Кроме того, настойчивость теории о верховной власти этих пяти патриархов, по крайней мере спорна».

### После раскола Восток-Запад
К 661 году, арабы-мусульмане захватили контроль над территориями патриархатов Александрии, Антиохии и Иерусалима, которые впоследствии никогда не были даже частично и временно восстановлены. В 732 году Лев III Исавр, в отместку за противодействие папы Григория III иконоборческой политике императора, передал Сицилию, Калабрию и Иллирию из юрисдикции Рима (которая до тех пор простиралась на восток до Фессалоников) в юрисдикцию Константинополя. Присоединённые к Константинопольскому Патриархату Понт и Азия после Халкидонского собора по-прежнему оставалась под контролем императора, таким образом, расширившаяся на запад территория Константинопольского Патриархата практически совпадала с территорией уменьшившейся Византии.
Помимо этого, вследствие упадка Антиохии и Александрии как торговых городов империи, ослабляется и экономическая, а следовательно, и политическая роль этих патриарших престолов. Равноправие пяти патриарших престолов апостольского происхождения, о котором столько писали византийские канонисты, стало историческим воспоминанием. Антиохийский патриарх переносит свою резиденцию в Дамаск, александрийский — в Каир, однако и это не могло решить вопрос об их экономической самостоятельности. Даже Иерусалимский престол, пользующийся постоянными денежными пожертвованиями паломников, находился в значительной зависимости от Константинопольского патриарха.
Почти все византийские авторы, которые касались темы пентархии, полагали, что Константинополь как местонахождение правителя империи и, следовательно, мира (икумены), был наивысшим среди патриархатов и, подобно императору, имел право управлять ими. Это чувство укреплялось после Великого раскола 1054 года, что сузило пентархию до тетрархии, но де факто пентархия была тетрархией задолго до этого. Идея о том, что с переносом столицы империи из Рима в Константинополь первенство в Церкви также переносится, появляются в неразвитой форме уже у Иоанна Филопона (ок. 490 — ок. 570), в наиболее разработанной форме она была озвучена Патриархом Константинопольским Фотием (ок. 810 — ок. 893), и была поддержана его преемниками, в том числе Каллистом Ι (1350-53, 1355—1363), Филофеем (1353—1354, 1364—1376) и Нилом (1379—1388).
Таким образом, для византийцев первой половины второго тысячелетия, в области управления Церковью закрепился примат Константинопольского патриархата. Это было проиллюстрировано Нилом Дохапатрисом, который в 1142—1143 годы настаивал на приоритете Константинопольской Церкви, который он рассматривал как унаследованный от Рима из-за переноса столицы, а также оттого, что Рим попал в руки варваров, но который явно ограничивал византийскую власть тремя другими восточными патриархатами. Патриарх Каллист, упомянутый выше, сделал то же самое около двухсот лет спустя. Иными словами, Рим был определённо исключён из сферы влияния Константинополя и поставлен в один ряд с Константинополем, как можно сделать вывод из заявления Нила, что епископы Константинополя и Рима, и только они два, были названы вселенскими патриархами.

## Появление патриархов за пределами первой пентархии
После того, как Болгария и Византия подписали мирный договор в 927 году, завершившего 20-летнюю войну между ними, Константинопольский Патриархат признал автокефалию Болгарской Церкви и признал её патриаршее достоинство. Болгарский Патриархат стал первой автокефальной славянской православной церковью. Через 300 лет к ней добавится Печская патриархия, а через 600 лет — Московский патриархат (1589). Патриарх Московский как находящийся в столице единственного независимого государства православных был «на весь последующий век» признан членом пентархии и равночестным с четырьмя древними восточными патриархами соборами четырёх древних патриархатов 1590 и 1593 годов, но права членов пентархии — первых пяти церквей в диптихе — чётко определены не были до сих пор. По словам митрополита Илариона, «все Церкви признают первые пять мест — Константинопольский, Александрийский, Антиохийский, Иерусалимский и Московский патриархаты», — пентархию — а дальше каждый патриархат по-своему располагает Церкви в своих диптихах. У Константинополя, например, Грузинская Церковь стоит на девятом месте диптиха, а у Москвы — на шестом, и при этом особые права, помимо первенства чести, членов пентархии другие поместные церкви признавать не хотят. Позднее наряду с пентархией, которую никто не отменял, появилась в 2011 году и неопентархия, уже с претензией на особые права, помимо первенства чести.

## Неопентархия
В феврале 2011 года на Межправославном предсоборном подготовительном совещании Кипрская Церковь пожелала занять если не пятое, то хотя бы шестое место в диптихе Константинопольского патриарха, вслед за четырьмя древними патриархатами и Московским, и изменить статус её предстоятеля Хризостома II с архиепископа на патриарха. Это перемещение не затрагивает только первые четыре Патриархата (Константинопольский, Александрийский, Антиохийский и Иерусалимский), но касается всех остальных Поместных Православных Церквей, чьи предстоятели не согласились опустить свою церковь в диптихе. Более того, Грузинская Православная Церковь устами католикоса-патриарха Илии II потребовала себе шестое место в диптихе после Русской Православной Церкви с игнорированием запроса Кипра, обиженная тем, что кипрский предстоятель в своей речи поставил под вопрос легитимность существования, по его мнению, «национальных» православных церквей, а не только одной Русской, в то время как кипрская, по мнению её предстоятеля, якобы не является национальной греческой. Отсутствие согласованного решения Совещания вынудило положить всё дело под спуд, поскольку согласно Регламенту Всеправославных Совещаний решения должны приниматься единогласно. В мае 2011 года кипрский предстоятель подчеркнул, что он на Совещании не хотел именно пятого места, так как Московская патриархия занимает его уже несколько веков, и был согласен на шестое место, и эту свою уступчивость он считает своей ошибкой.
Позже в том же 2011 году появились сообщения о том, Константинопольский Патриарх Варфоломей объявил о созыве в сентябре того же года собора предстоятелей «древних Церквей» (четырёх Восточных Патриархатов и Церкви Кипра), и что собравшиеся Предстоятели должны будут определить предварительные принципы общеправославной позиции по стоящим перед Церковью вопросам. Вслед за тем православный Интернет всколыхнула дискуссия о значении для Церкви сегодня так называемой «теории пентархии».
Состоявшееся 1—3 сентября 2011 года в «Центре Православия», Фанаре, синаксис (собрание) предстоятелей выпустило послание, которое, среди прочего, гласило: «Мы, на кого возложена ответственность управления и пастырского руководства исторически древнейшими Церквами, основанными Апостолами Христовыми и провозглашенными автокефальными на Вселенских Соборах единой неразделенной Церкви, собрались здесь, дабы возродить древний обычай, а также обменяться мнениями и оказать друг другу любовь и поддержку в связи с последними событиями на исторических территориях тех географических областей, где Провидению Божию было угодно с древнейших времен поместить наши Церкви». Вслед за тем православный Интернет всколыхнула дискуссия о значении для Церкви сегодня так называемой «теории пентархии». Наибольшее неприятие данная идея встретила в Русской православной церкви.
В июле 2016 года полномочный представитель Константинопольского патриархата архиепископ Телмисский Иов (Геча) также поставил Церковь Кипра в один особый ряд с Церквами древней пентархии : «Древние центры, в которые входил и Рим <…>, Константинополь, Александрия, Антиохия, Иерусалим и Кипр, — это Церкви, которые были утверждены на Вселенских Соборах. <…> Другие, новая волна автокефалий, не были подтверждены Вселенским Собором. Нельзя сказать, что их автокефалия в чем-то отличается, но их статус не имеет подтверждения Вселенским Собором».